# Soiernspitze
Soiernspitze – szczyt w paśmie Karwendel, w Alpach Wschodnich. Leży w Niemczech, w Bawarii, przy granicy z Austrią. 